# ليساندرو لوبيز (لاعب كرة قدم، مواليد 1989)
ليساندرو إيزيكيل لوبيز (بالإسبانية: Lisandro Ezequiel López)‏ وهو لاعب كُرة قدم أرجنتيني في مركز الدفاع ولد في يوم 1 سبتمبر 1989 في بلدة فيا في الأرجنتين، وسبق له اللعب مع نادي إنتر ميلان ونادي خيتافي ولعب مع أرسنال ساراندي وتشاكاريتا جيونيورز ونادي جنوى ونادي بنفيكا ونادي الخليج ولعب مع منتخب الأرجنتين لكرة القدم ويبلغ طوله 189 سم.

## مسيرته الكروية
لعب ليساندرو إيزيكيل لوبيز خلال مسيرته الاحترافية مع 7 أندية في أربعة عشر موسمًا وسجل خلالها 28 هدفًا ضمن 207 مباراة. حيث فاز في موسمين بالكأس وفي خمسة مواسم بالدوري.
خاض ليساندرو إيزيكيل لوبيز مسيرته مع نادي تشاكاريتا جيونيورز في موسم 2008–09 ولمدة موسمين، مشاركًا في 25 مباراة سجل خلالها هدفين. ثم انتقل إلى نادي أرسنال ساراندي في موسم 2010–11 واستمر معه طيلة ثلاثة مواسم، حيث شارك في 101 مباراة سجل خلالها 16 هدفًا. لينتقل بعدها إلى نادي خيتافي في موسم 2013–14 لمدة موسم واحد، مشاركًا في 26 مباراة سجل خلالها 3 أهداف. ثم انتقل إلى نادي بنفيكا في موسم 2014–15 ليلعب معه أربعة مواسم، مشاركًا في 32 مباراة سجل خلالها 4 أهداف. هذا وانتقل لاحقًا إلى نادي إنتر ميلان في موسم 2017–18 لمدة موسم واحد، مشاركًا في مباراة ولم يسجل أي هدف. ثم انتقل بعدها إلى نادي بوكا جونيورز في موسم 2018–19 ولمدة موسمين، مشاركًا في 22 مباراة سجل خلالها 3 أهداف.

## روابط خارجية
- ليساندرو إيزيكيل لوبيز على موقع الاتحاد الأوربي (الإنجليزية)
- ليساندرو إيزيكيل لوبيز على موقع قاعدة بيانات كرة القدم.إي يو (الإنجليزية)
- ليساندرو إيزيكيل لوبيز على موقع ناشيونال فوتبول تيمز (الإنجليزية)
- ليساندرو إيزيكيل لوبيز على موقع Soccerway.com (الإنجليزية)
- ليساندرو إيزيكيل لوبيز على موقع AS.com (الإسبانية)